# Frassinetto
Frassinetto (piemonti nyelven Frassinèj, frankoprovanszál nyelven Frasinei) egy olasz község (comune) a Piemont régióban.